# Fytaan
Fytaan is een organische verbinding met als brutoformule C20H42. Het behoort tot de klasse der diterpenen.
Fytaan wordt als fytanyl-substituent vaak teruggevonden in de membranen van thermofiele micro-organismen. Wanneer twee van deze fytanyl-structuren aan elkaar worden gekoppeld, ontstaat caldarchaeol.